# Liophis steinbachi
Liophis steinbachi este o specie de șerpi din genul Liophis, familia Colubridae, descrisă de Boulenger 1905. Conform Catalogue of Life specia Liophis steinbachi nu are subspecii cunoscute.